# Gonadoblastoma
Un gonadoblastoma è una neoplasia complessa composta da una miscela di elementi gonadici, quali grandi cellule germinali primordiali, cellule del Sertoli immature o cellule granulose del cordone sessuale e cellule stromali gonadiche. I gonadoblastomi sono per definizione benigni, ma oltre il 50% ha un compresente disgerminoma che è maligno e un ulteriore 10% ha altri tumori più aggressivi e come tali sono spesso trattati come maligni.

## Fattori di rischio
Il gonadoblastoma è spesso associato a un cariotipo cromosomico anormale, alla disgenesi gonadica o alla presenza di un cromosoma Y in oltre il 90% dei casi. Il gonadoblastoma è stato trovato in associazione con la sindrome da insensibilità agli androgeni, la disgenesia gonadica mista e la sindrome di Turner, in particolare in presenza di cellule con cromosoma Y. Le donne con sindrome di Turner il cui cariotipo include un cromosoma Y (come nel mosaicismo 45, X / 46, XY) sono ad aumentato rischio di gonadoblastoma. A causa del rischio di gonadoblastoma, le persone con sindrome di Turner con materiale cromosomico Y rilevabile devono rimuovere profilatticamente le gonadi. Secondo uno studio, il rischio cumulativo per le donne con sindrome di Turner e materiale cromosomico Y era del 7,9 per cento entro i 25 anni.

## Istologia
I gonadoblastomi possono contenere elementi sia di cellule germinali che di stroma gonadico.

## Classificazione
In precedenza, il gonadoblastoma veniva talvolta considerato un sottoinsieme del disgerminoma. Nella letteratura moderna, a volte è considerato progredire verso il disgerminoma.

## Terapia
Il trattamento standard includerebbe l'esplorazione chirurgica tramite laparotomia. La laparoscopia può essere un'opzione se il chirurgo è particolarmente abile nel rimuovere intatte le neoplasie ovariche. Se la diagnosi di gonadoblastoma è certa, deve essere eseguita una salpingo-ooforectomia bilaterale (BSO) per rimuovere sia il tumore primario sia l'ovaio controlaterale disgenico. Se non coinvolto, l'utero deve essere lasciato intatto. La moderna tecnologia endocrinologica riproduttiva consente ai pazienti post BSO di ottenere una gravidanza mediante fecondazione in vitro (IVF) con un uovo da donatrice.